# Kamerun zászlaja
A Kamerun hivatalos zászlóját 1975 május 20-tól, a független Egyesült Kameruni Köztársaság kikiáltásától használják. A zászló három, egyenlő szélességű függőleges sávból áll. A balról jobbra zöld, piros, sárga zászló közepén ötágú sárga csillaggal, a csillag mérete változó lehet.
A zászló klasszikus pán-afrikai színeket használja, a trikolór elrendezés pedig a francia zászló mintázatát követi. A középső piros sáv és a csillag az állam egységét jelképezi, zöld a déli országrész dús növényzetét a sárga pedig a napot és a szavannákat idézi.
Kamerun zászlaja 1961 és 1975 között elrendezésében hasonló volt, de a középső helyett, két kisebb arany színű csillaggal a zöld sáv felső sarkában, illetve az első saját zászló melyet 1957. október 26-án alkottak, szimpla trikolór elrendezéssel, csillag nélkül.

Kamerun 1961. zászlaja a két csillagos elrendezéssel

Az első hivatalos kameruni zászló, 1957-ből

## Fordítás
- Ez a szócikk részben vagy egészben a Flag of Cameroon című angol Wikipédia-szócikk ezen változatának fordításán alapul.  Az eredeti cikk szerkesztőit annak laptörténete sorolja fel. Ez a jelzés csupán a megfogalmazás eredetét és a szerzői jogokat jelzi, nem szolgál a cikkben szereplő információk forrásmegjelöléseként.